# Delta, Missouri
Delta är en ort i Cape Girardeau County i Missouri. Orten hette ursprungligen Deray.